# Margarida Alves
Margarida Maria Alves ( Alagoa Grande, 5 d'agost de 1933 — Ib., 12 d'agost de 1983) va ser una pagesa i sindicalista brasilera, defensora dels drets humans i laborals dels treballadors rurals. Va ser una de les primeres dones a ocupar un càrrec de direcció sindical al país. El seu nom i la seva història de lluita van inspirar la Marxa de les Margarides, que es va crear l'any 2000.
Durant el període en què va estar al capdavant del sindicat local de la seva ciutat, va ser responsable de més d'un centenar de demandes al jutjat laboral regional, havent estat la primera dona que va lluitar pels drets laborals a l'estat de Paraíba durant la dictadura militar. Cada any, durant la setmana prèvia al 12 d'agost, a la ciutat d'Alagoa Grande, la població recorda la memòria de la sindicalista, que va ser la precursora femenina a Paraíba en la defensa dels drets de les treballadores i del camp.

## Militància
Margarida Maria Alves era la filla petita d'una família de nou germans i va viure a Sitio Jacu —una zona rural d'Alagoa Grande, Paraíba— fins als 22 anys. Fou quan va experimentar el problema de la terra en la pròpia carn, quan la família va ser expulsada d'on vivia per grans terratinents, i va haver de traslladar-se a un suburbi de la localitat.
Tot i que no va completar l'ensenyament primari, va esdevenir presidenta del Sindicat de Treballadors Rurals d'Alagoa Grande l'any 1973, als 40 anys. Va ser una de les primeres dones que va ocupar un càrrec de lideratge sindical al Brasil i una gran activista pels drets humans i laborals al país. L'activista va estar al capdavant de la lluita pels drets bàsics dels treballadors rurals a Alagoa Grande, com ara l'obtenció de contracte laboral, el dret a cobrar paga extraordinària, de respectar la jornada laboral de vuit hores, tenir vacances pagades o baixa maternal. També va lluitar perquè els treballadors poguessin conrear la seva pròpia terra i pel dret a acabar amb el treball infantil als camps de canya de sucre, permetent-ne l'escolarització. Durant la seva direcció sindical, va crear un programa d'alfabetització d'adults, inspirat en la pedagogia de Paulo Freire, dirigit als treballadors. També va ser la responsable de presentar més de 100 demandes al Tribunal Laboral d'Alagoa Grande, enfrontant-se als interessos dels grans terratinents i dels propietaris d'ingenis sucrers, especialment els propietaris d'Usina Tanques. L'any de la seva mort, el 1983, al jutjat laboral local es tramitaven unes 72 actuacions, segons dades de la Fiscalia.
Margarida Alves és un dels noms més importants de la lluita sindical al Brasil. Va ser en el seu discurs del Dia del Treball de 1983, que va pronunciar una de les seves frases més famoses: «No fujo de la lluita. És millor morir en lluita que morir de gana». Tres mesos després, Margarida seria assassinada a la porta de casa seva. Però, contràriament al que podien suposar els seus assassins, la seva mort va donar major força de mobilització a les organitzacions de treballadors rurals de tot el Brasil i va donar lloc a la creació de la Marcha das Margaridas, un esdeveniment molt visible, que se celebra cada quatre anys, sent, possiblement, la més destacada expressió de la lluita pels drets dels treballadors rurals brasilers.

## Assassinat
Margarida Maria Alves va ser assassinada el 12 d'agost de 1983, als 50 anys, d'un tret a la cara amb una escopeta de calibre 12, davant de casa seva, a Alagoa Grande. L'activista havia estat rebent amenaces de mort a través de trucades i cartes. Va ser agafada per sorpresa a la porta de casa seva, acompanyada pel marit i amb el seu fill de 8 anys jugant a la vorera. Els grans pagesos de la comarca havien contractat l'assassí, segons dades de la Fiscalia.<
El crim va tenir una gran repercussió nacional i internacional i fins i tot va ser denunciat a la Comissió Interamericana de Drets Humans. Dos anys després de la seva mort, el Ministeri Públic va denunciar a tres persones que podien estar associades al crim: Antônio Carlos Regis, considerat el cap dels terratinents, i els germans Amauri i Amaro José do Rego, que haurien estat els executors. L'any 1988, tres anys després de l'acusació, Antônio Carlos Regis va ser absolt per manca de proves. L'any 1995, la Fiscalia va acusar altres pagesos com precursors de l'assassinat: Zito Buarque, Aguinaldo Veloso Borges, Betâneo Carneiro i Edgar Paes de Araújo. Només el primer va ser processat, va ser empresonat preventivament durant tres mesos i, l'any 2001, va acabar sent absolt. El crim polític no es va resoldre mai.<
La casa on vivia Alves va ser adquirida per l'ajuntament i es va convertir en museu el 26 d'agost de 2001. La seva frase més famosa està escrita a la façana del local, convertida en un símbol de la lluita sindical al Brasil: «No fujo de la lluita. És millor morir en lluita que morir de gana».< Sota una de les finestres de la residència hi ha un cartell que diu «Aquí va ser assassinada la dirigent sindical Margarida Maria Alves el 08/12/1983».

## Marxa de les Margarides
La lluita i les accions de Margarida Maria Alves van inspirar la Marcha das Margaridas, una manifestació realitzada per treballadores rurals brasileres des de l'any 2000, que forma part de l'agenda permanent del Moviment Sindical de Treballadors i Treballadores Rurals. El moviment pretén donar visibilitat, reconeixement social i polític i plenitud de drets als professionals rurals. Organitzat per la Confederació Nacional de Treballadors Agrícoles, té lloc als voltants del 12 d'agost, per recordar la mort de Margarida.
Les marxes plantegen reivindicacions concretes de les dones i temes d'interès general per als treballadors rurals. La mobilització, amb queixes i pressions, però també diàleg i negociació política amb el govern federal, ha guanyat un gran reconeixement com l'acció més gran i eficaç de les dones a l'Amèrica Llatina.

## Homenatges
A títol pòstum, va rebre el Premi Internacional Pax Christi el 1988. Des de l'any 2012 el 12 d'agost es va establir per la Llei núm. 12.641 com a Dia Nacional dels Drets Humans, en referència a la data de l'assassinat de Margarida Alves.
Nos Caminhos de Margarida (Barak Fernandes, 2017) és un documental que repasa la vida i fites assolides per la sindicalista.
En virtut de la Llei Federal núm. 14.649, de 2023, el Congrés Nacional del Brasil va decretar la inscripció de Margarida Alves en el Llibre dels Herois i Heroïnes de la Pàtria, un memorial cenotàfic situat a l'interior del Panteó de la Pàtria i de la Llibertat Tancredo Neves de Brasília, creat per honorar la memòria de les persones que millor van servir en la construcció i defensa del país.